# Кедр сибірський (Ратнівський район)
Кедр сибі́рський — ботанічна пам'ятка природи місцевого значення, об'єкт природно-заповідного фонду в Україні. Розташований на території Ратнівського району Волинської області, с. Поступель. 
Площа — 0,01 га, статус отриманий відповідно до рішення Волинської обласної ради депутатів трудящих від 11.07.1972 р., № 255 з метою охорони та збереження у природному стані екземпляру кедра сибірського віком близько 150 років.